# Conrad Grünenberg
Conrad Grünenberg, poznat i pod imenima Konrad von Grünenberg i Konrad Grünemberg (? – 1494.), bio je stanovnik Konstanza koji se bavio heraldikom. Najpoznatiji je po svojem grbovniku iz 1483. godine, kronici koja sadrži grbove (Österreichische Wappenchronik, 1492.?) i ilustriranom putopisu koji govori o njegovom hodočašću u Jeruzalem iz 1486. godine.

## Životopis
Rođen je kao sin gradonačelnika Konstanza istoga imena, nepoznate godine, možda tijekom 1420-ih. Prvi put spomenut je 1441. godine na popisu starješina. Do 1465. godine već je neko vrijeme bio u službi Fridrika III., cara Svetoga Rimskoga Carstva te od 1485. ili 1486. ima čin viteza (Ritter). Dana 22. travnja 1486. godine odlazi na hodočašće u Jeruzalem, gdje je postao Vitez Svetoga Groba. Također je bio član reda Orden de la Jarra de la Salutación i Reda svetoga Jurja.

### Hodočašće u Jeruzalem
Na hodočašće u Jeruzalem krenuo je 22. travnja 1486. godine, te se vratio u Konstanz u ranom prosincu iste godine. Njegovo hodočašće trajalo je 33 tjedana. Dana 22. travnja krenuo je iz Konstanza prema Veneciji preko Rheinecka i Sterzinga. Dana 31. svibnja galijom je krenuo iz Venecije i posjetio Poreč, Zadar, Šibenik, grad Hvar (tada Lesina), grad Korčulu, Dubrovnik (tada Ragusa), Krf, Methoni (tada Modon) u Moreji, Heraklion (tada Kandija) na Kreti, Rodos, Famagustu na Cipru te Jafu, u koju dolazi 24. srpnja. Putujući na magarcu posjetio je Lod (Lida, Lydda), Ramlu, Emaus, Jeruzalem i Betlehem. U Jafi je 1. rujna uzeo brod za Veneciju, u koju je stigao 16. studenoga. U rodni Konstanz vratio se početkom prosinca. Dva najranija ilustrirana rukopisa o njegovome hodočašću bila su dovršena ubrzo nakon njegovog povratka u Konstanz.
- Prikaz gradova koje je Conrad Grünenberg posjetio iz njegovog ilustriranog putopisa
- Venecija
- Poreč
- Zadar
- Šibenik
- grad Hvar (tada Lesina)
- grad Korčula
- Dubrovnik (tada Ragusa)
- Krf
- Methoni (tada Modon)
- Heraklion (tada Kandija)
- Rodos
- Limassol
- Famagusta
- Jafa
- Ramla?
- Lod
- Jeruzalem

## Vanjske poveznice
- Konrad von Grünenberg o Zadru, 1486. godine
- Reginald Grünenberg: Ritter Conrad, mein Vater und ich  Arhivirana inačica izvorne stranice od 16. listopada 2019. (Wayback Machine) (PDF; 225 kB), ^Die Welt 25. kolovoza 2009.
- Grünenberg, Konrad, geschichtsquellen.de
- Christof Rolker, The baron who became an architect: (mis-)remembering Konrad Grünenberg (d. 1494), 2017.
- Edo Pivčević, Jedno svjedočanstvo o hrvatskim gradovima iz godine 1486., Rad Jugoslavenske akademije znanosti i umjetnosti, urednik Ivo Frangeš. Knj. 22(1988.)=knj. 429